# Johanna van der Gheynst

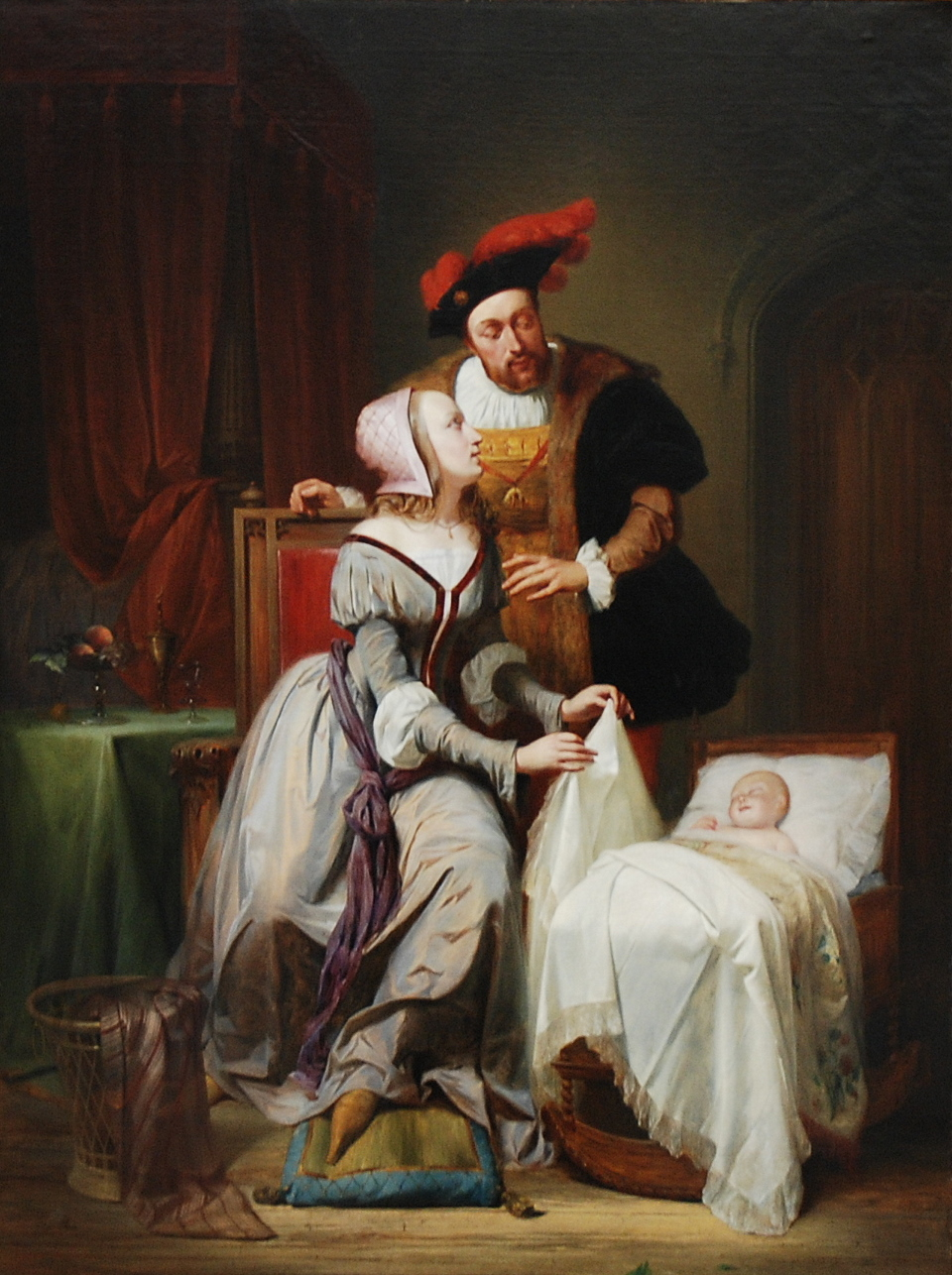
Johanna van der Gheynst mit Kaiser Karl V. und ihrer Tochter Margarethe von Parma. Théodore-Joseph Canneel (1844)

Johanna van der Gheynst (auch Jeanne van der Gheynst, Johanna van der Gheenst; * um 1500; † 15. Dezember 1541) war 1521 kurzzeitig die Geliebte Kaiser Karls V. Deren gemeinsame Tochter Margarethe von Parma war zwischen 1559 und 1567 Statthalterin der habsburgischen Niederlande.

## Leben
Johanna van der Gheynst war die Tochter des Teppichwirkers Gilles van der Gheynst und seiner Gattin Johanna van der Coye. Ihre Eltern wohnten in Nukerke bei Oudenaarde. Sie trat in die Dienste von Charles I. de Lalaing, Gouverneur von Oudenaarde und Baron von Montigny, und wurde wohl Zofe der Baronin.
Als junger Mann lernte Kaiser Karl V. die schöne Johanna kennen, als er im Herbst 1521 auf dem Schloss von Charles I. de Lalaing, Baron von Montigny in Oudenaarde zu Besuch war. Es kam zwischen ihnen zu einem flüchtigen Liebesverhältnis, aus dem eine Tochter, Margarethe, hervorging. Diese kam zunächst in die Obhut der adeligen Brüsseler Familie de Douvrin. Karl V. machte aus seinem Verhältnis mit Johanna kein Geheimnis und erkannte Margarethe 1529 offiziell als seine Tochter an. Margarethe sollte später Landvögtin der Niederlande werden.
Der Kaiser gewährte Johanna van der Gheynst eine bescheidene Jahresrente. Sie heiratete am 13. Oktober 1525 Jean van den Dyke, Herrn von Santvliet und Berendrecht, der Jurist sowie Mitglied und Rechenmeister (Wirtschaftsprüfer) der Rechenkammer von Brabant war. Das Ehepaar hatte mehrere Kinder. Johanna starb 1541, ihr Gatte am 1. September 1572.